# Topolovo
Topolovo – wieś w Słowenii, w gminie Kozje. W 2018 roku liczyła 39 mieszkańców.